# 东风乡 (宜章县)
东风乡原属湖南省宜章县下辖乡，2012年4月撤销，成建制合并至天塘乡。天塘乡撤销前行政区划代码431022203；下辖贺家瑶族村、竹梓塘村、水尾村、笠头村、菜子冲村、台霄村、杨桐江村、元壁村、石江村、龙江口村共计10行政村。